# دين شمس الدين

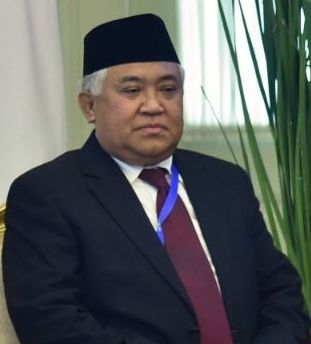
دين شمس الدين عام 2018

محمد سراج الدين شمس الدين (بالإندونيسية: Muhammad Sirajuddin Syamsuddin) سياسي إندونيسي، ورئيس مجلس إدارة الجمعية المحمدية سابقًا لفترتين من 2005 إلى 2010 ومن 2010 إلى 2015. زوجته تدعى فيرا بيراناتا ولديها 3 أطفال. تم تكليفه رئيسًا لمجلس العلماء الإندونيسي، كما شغل سابقًا منصب نائب رئيس مجلس العلماء الإندونيسي ليحل محل مركز الدكتور سهل محفوظ التي توفيت يوم الجمعة 24 يناير 2014.

## رئيس مجلس العلماء الإندونيسي
أصبح دين شمس الدين رسميًا رئيس مجلس إدارة مجلس العلماء الإندونيسي كرئيس جديد، حيث حل دين محل سهل محفوظ الذي توفي يوم الجمعة 24 يناير 2014. تم اتخاذ قرار استبداله في اجتماع قيادة مجلس العلماء الإندونيسي الذي عقد يوم الثلاثاء 18 فبراير 2014. أصبح قرار تعيين الرئيس العام الجديد ساري المفعول بشكل نهائي اعتبارًا من الثلاثاء 18 فبراير 2014. في عام 2015 تم استبداله بالشيخ معروف أمين كرئيس جديد لمجلس العلماء الإندونيسي.

## المشاركات
بصفته رئيسًا لجمعية المحمدية، غالبًا ما تتم دعوته لحضور مجموعة متنوعة من المؤتمرات الدولية فيما يتعلق بالعلاقة بين الدين والسلام. في الآونة الأخيرة وعلى سبيل المثال تمت دعوته إلى الفاتيكان لإلقاء محاضرة عامة حول الإرهاب في سياق السياسة والأيديولوجيا. وهو يعتقد أن الإرهاب أكثر أهمية عندما يرتبط بالقضايا السياسية من قضية الإيديولوجيا. وانسجاما مع ذلك فإنه أيضا لم يكن سعيدًا عندما تستخدم بعض الجماعات الإسلامية لقب الإسلام في القيام بأعمال إرهابية لها. ووفقا له فإن أعمال الإرهاب باسم الإسلام ضارة جدا للمسلمين على المستوى الداخلي والمسلمين على نطاق عالمي.
يُنظر إلى دين شمس الدين على أنه زعيم للمسلمين ليس فقط لأنه رئيس المحمدية، ولكن أيضًا بسبب قدرته على الانخراط في حوار مع جميع عناصر الديانتين بين المسلمين، وكذلك مع المجتمعات الدينية الأخرى. كان شمس الدين أحد ركاب رحلة جارودا إندونيسيا رقم 200 التي تحطمت أثناء هبوطها في يوجياكارتا في يونيو 2007. وقد أصيب بجروح طفيفة في الحادث الذي أسفر عن مقتل 21 شخصًا.

## أعماله
عمل شمس الدين في الكثير من الجمعيات الدينية والسياسية والجامعات:
- رئيس جمعية المحمدية (2005 - ).
- رئيس مركز الحوار والتعاون بين الحضارات (2007 - ).
- عضو التحالف الاستراتيجي العالم الإسلامي في روسيا (2006 - ).
- عضو المجموعة الاستشارية الإسلامية البريطانية الإندونيسية (2006 - ).
- رئيس منتدى السلام العالمي (2006 - ).
- الرئيس الفخري للمؤتمر العالمي للأديان من أجل السلام ومقره نيويورك (2006 - ).
- نائب رئيس مجلس العلماء الإندونيسي (2005 - 2010).
- نائب رئيس المجلس الاستشاري المركزي للمعهد (2005 - 2010).
- نائب الأمين العام القيادة الشعبية الإسلامية العالمية ومقرها طرابلس (2005 - ).
- عضو المجلس العالمي لجمعية الدعوة الإسلامية العالمية ومقره طرابلس (2005 - ).
- رئيس اللجنة الآسيوية للأديان من أجل السلام ومقرها طوكيو (2004 - ).
- رئيس اللجنة الإندونيسية للأديان من أجل السلام (2000 - ).
- الأمين العام لمجلس العلماء الإندونيسي (2000 - 2005).
- نائب رئيس مجلس إدارة المحمدية (2000 - 2005).
- نائب الأمين العام جولكار (1998 - 2000).
- نائب أعمال التطوير في الجمعية الاستشارية الشعبية (1998).
- عضو المديرية العامة للتوظيف (1998 - 2000).
- رئيس قسم البحث والتطوير جولكار (1993 - 1998).
- عضو المجلس القومي للبحوث (1993 - 1998).
- أمين المجلس الاستشاري الرابطة الإندونيسية للمثقفين المسلمين (1990 - 1995).
- نائب رئيس جمعية الشباب الإندونيسي (1990 - 1993).
- رئيس جمعية شباب المحمدية (1989 - 1993).
- رئيس جمعية طلاب المحمدية (1985).
- محاضر وأستاذ جامعة سريف هداية الله جاكرتا (1982 - ).
- محاضر في جامعات مختلفة (1982 - 2000).
- رئيس مجلس الشيوخ لطلاب قسم اللاهوت الإسلامي إيان جاكرتا (1980 - 1982).